# Àlcids

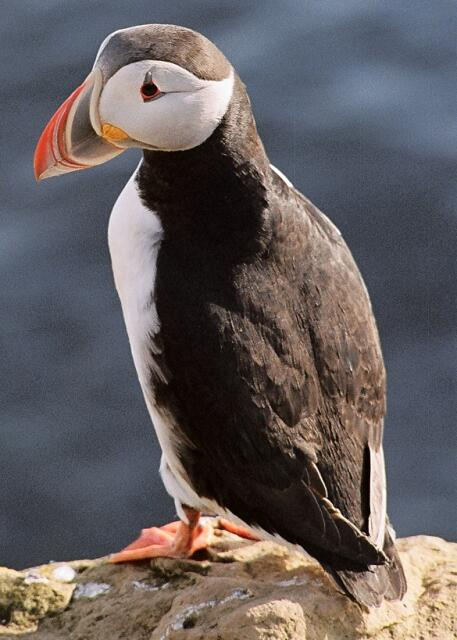
Fraret atlàntic (Fratercula arctica) fotografiat a Islàndia.

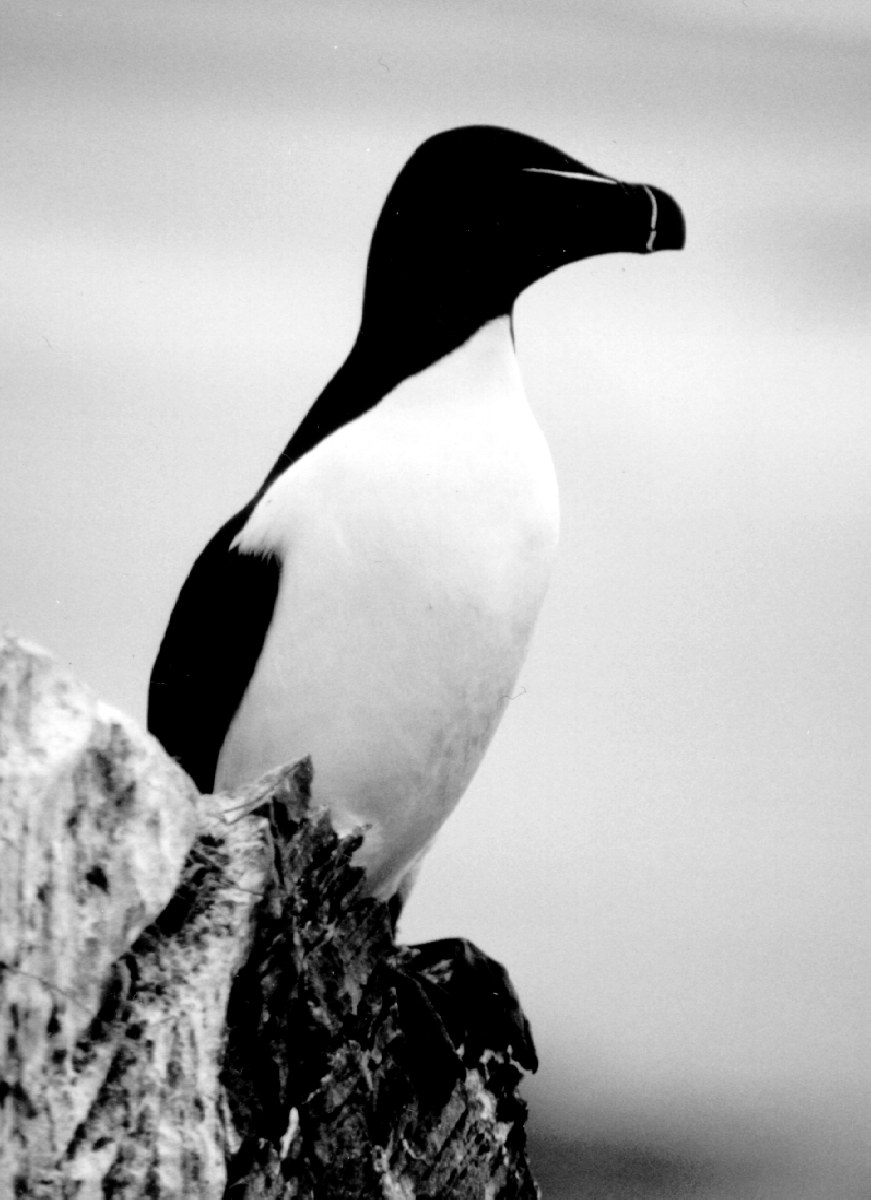
Gavot (Alca torda) fotografiat a Noruega.

Els àlcids formen una família de caradriformes integrada per ocells marins i cabussadors. Són bastant semblants als pingüins a causa dels seus colors, la posició erecta i d'altres hàbits però no estan emparentats taxonòmicament: la seua similitud s'explica per la convergència evolutiva.

## Morfologia
- Ocells bastant petits.
- De colors blancs i negres.
- A terra tenen una posició erecta, per tal com les potes s'insereixen molt posteriorment.
- Els dits dels peus són units per una membrana, com en tots els ocells nedadors.
- Tenen les ales curtes i no poden volar gaire.
- El dimorfisme sexual no és gaire acusat.

## Reproducció
No fan nius, sinó que deixen els ous en forats a terra.

## Alimentació
Són excel·lents nedadors i s'alimenten dels peixos que persegueixen sota l'aigua.

## Distribució geogràfica
Viuen a les mars de l'hemisferi nord, i alguna espècie penetra, a l'hivern, fins a la Mediterrània Occidental -el cadafet o fraret (Fratercula arctica) i el pingdai o gavot (Alca torda) a la badia d'Alcúdia, per exemple-.

## Costums
Viuen a alta mar i només van a la costa (on formen colònies) per criar.
Les espècies pertanyent al gènere Uria poden capbussar-se fins a una fondària de 100 m, mentre que les del gènere Cepphus poden fer-ho fins als 40 m.

## Taxonomia
La família dels àlcids (Alcidae) es classifica al subordre Lari, dins l'ordre dels caradriformes (Charadriifomes) essent els seus parents vius més propers els paràsits de la família dels estercoràrids (Stercorariidae). Estudis publicats en 2011 per N.Adam Smith, relacionen els àlcids amb una sèrie de fòssils a partir de l'Eocé (35 m.a.), entre els quals hi ha els gèneres Hydrotherikornis, Pseudocepphus i les subfamílies Petralcinae i Mancallinae, ubicant-les, juntament amb els àlcids al clade Pan-alcidae.
El Congrés Ornitològic Internacional (versió 2.10, 2011) reconeix 10 gèneres amb 23 espècies vives. Aquestes espècies s'han classificat en dues subfamílies i algunes tribus:
- Subfamília Alcinae.
  - Tribu Alcini.
    - Gènere Alle, amb una espècie: el gavotí atlàntic (Alle alle).
    - Gènere Uria, amb dues espècies.
    - Gènere Alca, amb una espècie: el gavot (Alca torda).
    - Gènere Pinguinus, amb una espècie extinta en època històrica: el gavot gegant (Pinguinus impennis).

  - Tribu Cepphini
    - Gènere Cepphus, amb tres espècies.

  - Tribu Brachyramphini.
    - Gènere Brachyramphus, amb tres espècies.

  - Tribu Synthliboramphini.
    - Gènere Synthliboramphus, amb 5 espècies.
- Subfamília Fraterculinae.
  - Tribu Aethiini.
    - Gènere Ptychoramphus, amb una espècie: el gavotí de Cassin (Ptychoramphus aleuticus).
    - Gènere Aethia, amb 4 espècies.

  - Tribu Fraterculinae.
    - Gènere Cerorhinca amb una espècie: el fraret rinoceront (Cerorhinca monocerata).
    - Gènere Fratercula, amb tres espècies.